# Тайвания
Тайвания (лат. Taiwania) — монотипный род вечнозелёных хвойных деревьев семейства Кипарисовые. Единственный вид — Тайвания криптомериевидная (лат. Taiwania cryptomerioides).
Тайвания криптомериевидная впервые была описана в 1906 году.

## Распространение, описание
В естественных условиях растёт в горных лесах центрального Тайваня, встречается на высоте 1800—2600 м над уровнем моря; по названию острова род и получил своё научное название. Растение также встречается на юго-западе Китая, на севере Мьянмы и во Вьетнаме.
Это одно из самых крупных древесных растений в Азии: тайвания достигает 60—70 м высоты и до 4 м диаметром; живёт до 1600 лет.
Древесина дерева устойчива против гниения, имеет хорошие механические свойства.
Деревья, произрастающие в материковой части Азии, ранее рассматривались некоторыми ботаниками в качестве самостоятельного вида Taiwania flousiana Gaussen (1939), но сейчас этот таксон имеет ранг разновидности: Taiwania cryptomerioides var. flousiana (Gaussen) Silba (1984).